# 日笠端
日笠 端（ひがさ ただし、1920年7月16日 - 1997年10月30日）は、日本の都市計画家。都市研究者、教育者。専門は住区計画理論。東京大学名誉教授。工学博士。

## 経歴
旧制府立高等学校を経て、1943年に東京帝国大学工学部建築学科を卒業。陸軍技術研究所を経て1945年新設の戦災復興院総裁官房技術研究所に技師として勤務。1948年から、芝浦工業大学非常勤講師兼任。1949年改組した建設省建築研究所に引き続き所属し、以後都市計画研究室長を歴任する。1955年、講師をしていた芝浦工業大学内に石黒哲郎と都市計画研究室の看板を掲げる。1962年、同大学教授本多次郎らと、第一生命本社進出にともなう神奈川県大井町の都市計画にかかわる。
1964年、工学博士。同年、東京大学工学部都市工学科教授に就任し、教職に専念すると同時に、1968年から大井町都市計画を同大学研究室で行う。1981年退官し、東京理科大学教授。1996年に同大学を退職。
その間、日本都市計画学会会長、また都市計画中央審議会、建築審議会、住宅宅地審議会委員、自治省コニュニティ研究会座長、東京都国土利用計画地方審議会会長、東京都住宅対策懇談会座長などを歴任した。

## 著書
- 都市計画 共立出版 1977 第三版から日端康雄と共著
- 市町村の都市計画 （1）（2）（3） 共立出版 1997、1998
- 新首都・多極分散論 一河秀洋、田中啓一と共著 有斐閣 4-641-06733-3 1995
- 先進諸国における都市計画手法の考察 共立出版 ISBN：9784320076327 1985